# درد نوسیسپتیو

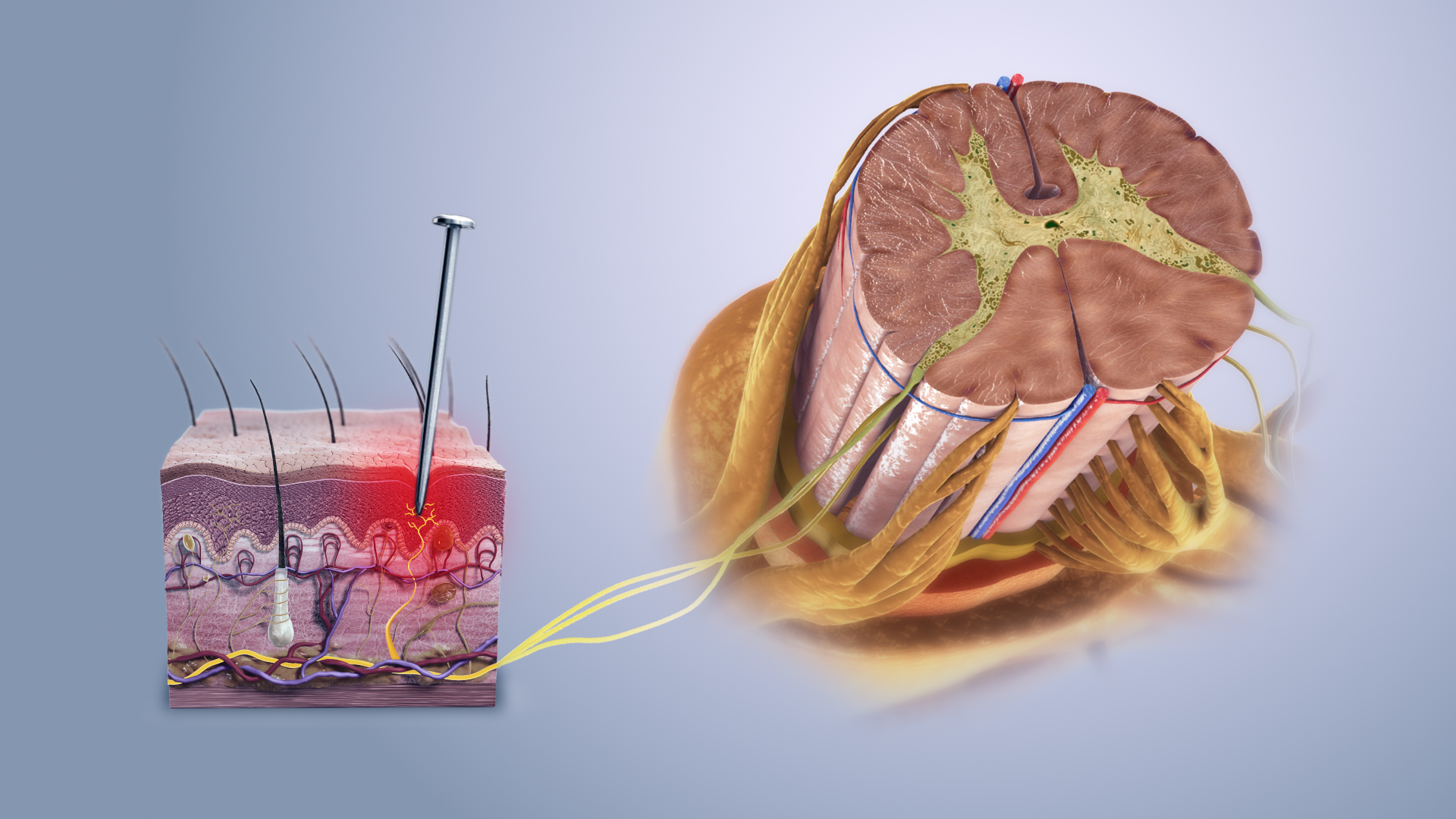
آسیب بافتی و در نتیجه ایجاد درد نوسیسپوتیو

درد نوسیسپتیو یا درد آسیب بافتی یا درد فیزیکی (به انگلیسی: Nociceptive pain) اصطلاحی در پزشکی است که برای تشریح درد ناشی از صدمهٔ فیزیکی یا آسیب بالقوهٔ فیزیکی بدن به کار می‌رود. درد نوسیسپوتیو یکی از دو نوع اصلی درد جسمی است (نوع دوم آن نوروپاتیک). مثال‌هایی از درد نوسیسپوتیو، دردهای ناشی از آسیب ورزشی (پیچ خوردگی، شکستگی و کوفتگی)، اقدامات دندان‌پزشکی یا ارتریت هستند. درد نوسیسپتیو شایع‌ترین شکل درد در میان مردم به‌شمار می‌رود. این درد هنگامی ایجاد می‌شود که الیاف عصبی نوسیسپتیو توسط التهاب، مواد شیمیایی، حرارت بسیار یا وقایع فیزیکی، مثل برخورد انگشت پا با گوشه‌ای از پایهٔ مبل، تحریک شوند.

## ایجاد

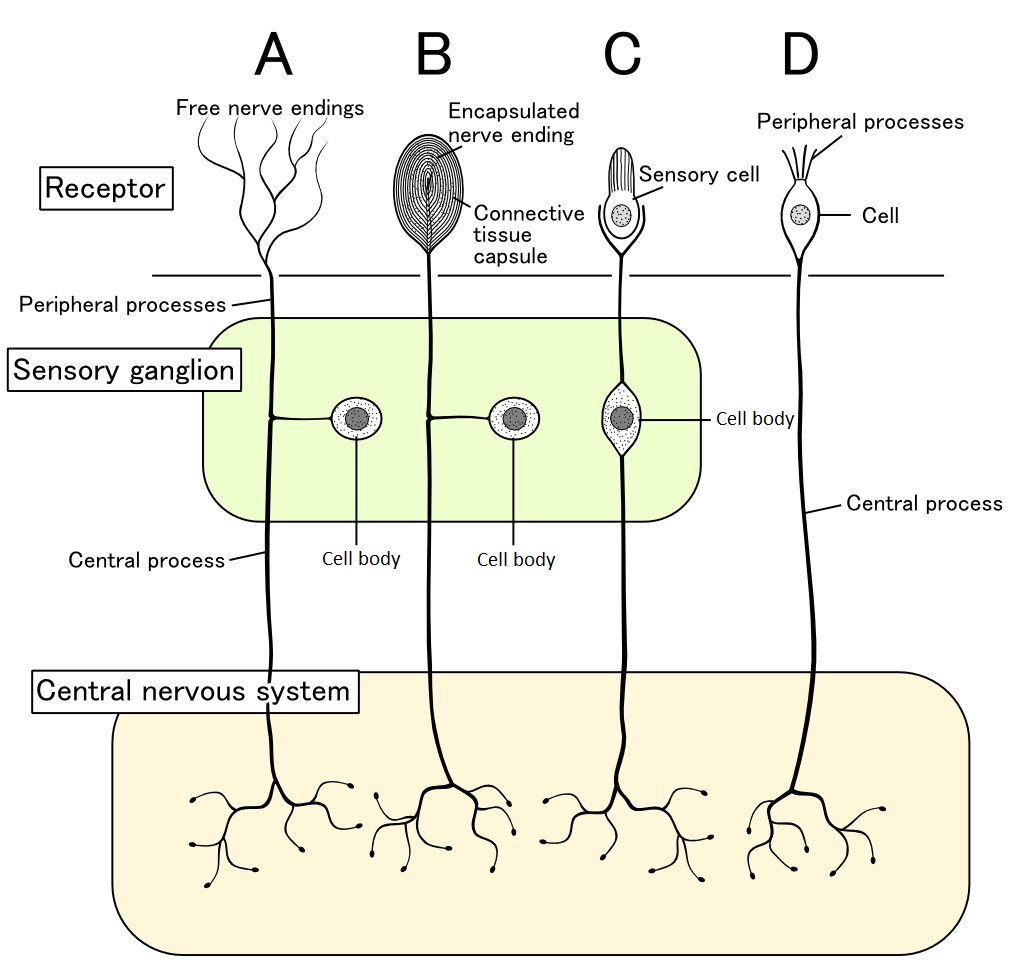
نوسیسپتور یا گیرنده درد

نوسیسپتور نوعی گیرندهٔ درد بوده که برای احساس هر دردی که ناشی از آسیب بدن است ایجاد می‌شود. آسیب می‌تواند شامل جراحت‌های مکانیکی یا فیزیکی به قسمت‌های مختلف بدن مانند پوست، ماهیچه‌ها، استخوان‌ها یا سایر بافت‌ها باشد.
همچنین نوسیسپتورها می‌تواند آسیب‌های شیمیایی و حرارتی را تشخیص دهد؛ آسیب شیمیایی در اثر تماس با مواد شیمیایی سمی یا خطرناک و آسیب حرارتی هنگام قرار گرفتن در معرض جسم بسیار گرم یا سرد ایجاد می‌شود.
آسیب‌هایی که باعث درد نوسیسپوتیو می‌شوند عبارتند از:
- کبودی
- سوختگی
- شکستگی
- درد ناشی از استفاده بیش از حد یا آسیب مفاصل، مانند ارتریت یا پیچ خوردگی

هنگامی که این الیاف توسط محرک‌های محیطی تحریک می‌شوند، گیرنده‌های درد با ایجاد سیگنال‌های الکتریکی و ارسال پیام از سیستم عصبی محیطی به طناب نخاعی و سپس مغز، فرایندی در جهت بهبود عملکرد بدن و حفظ هموستازی ایجاد می‌کند. هنگامی که مغز سیگنال‌ها را دریافت می‌کند احساس درد شروع به شکل‌گیری می‌کند.

## مقایسه با درد نوروپاتیک
در مقایسه با درد نوسیسپوتیو، درد نوروپاتیک با آسیب به سیستم عصبی بدن مرتبط است. عفونت یا وراثت معمولاً عامل ایجاد این نوع درد و ارسال پیام‌های درد از طریق CNS به مغز هستند. درد نوروپاتیک اغلب به عنوان درد «تیر گونه» توصیف می‌شود. این مسئله احتمالاً ناشی از مسیر غیرطبیعی است که درد، در امتداد اعصاب طی می‌کند. بیماران، درد نوروپاتیک را احساس سوزش در طول مسیرِ عصب آسیب دیده یا درد مبهم (دردی که خاستگاه آن مشخص نیست) نیز توصیف می‌نمایند. برخی از افراد مبتلا به درد سیستم عصبی آن را به صورت همیشگی و مزمن (درد مزمن) و برخی دیگر آن را دردی گاه به گاه تجربه می‌کنند. نوروپاتی دیابتی و درد ناشی از مولتیپل اسکلروزیس نمونه‌هایی از درد نوروپاتیک هستند.

## تأثیرات
درد می‌تواند باعث پاسخ‌های اتونومیک عمومی قبل یا در هنگام هوشیاری شود. از اثرات اصلی آن می‌توان به رنگ پریدگی، تعریق، تاکی کاردی، فشار خون بالا، سبکی سر، حالت تهوع و غش اشاره کرد.

## در حیوانات غیر پستاندار
درد نوسیسپتیو در حیوانات غیر پستاندار، از جمله ماهی و طیف گسترده‌ای از بی‌مهرگان، از جمله زالو، کرم نماتد، راب دریایی، و مگس میوه ثبت شده‌است. مانند پستانداران، نورون‌های درد در این گونه‌ها معمولاً به واکنش ترجیحی دمای بالا (۴۰ درجه سانتیگراد یا بیشتر)، PH پایین، کپسایسین و آسیب بافت پاسخ می‌دهند.

## تاریخچه
اصطلاح «درد نوسیسپتیو» توسط چارلز اسکات شرینگتون برای تشخیص فرایند فیزیولوژیکی (فعالیت عصبی) از درد (یک تجربه ذهنی) ابداع شد. این کلمه از فعل لاتین «nocēre» گرفته شده که به معنای «آسیب زدن» است.